# Pfalzdorf
Pfalzdorf am unteren Niederrhein im Nordwesten von Nordrhein-Westfalen ist ein Stadtteil von Goch. Ehe es 1969 eingemeindet wurde, war es eines der flächenmäßig größten Dörfer Deutschlands. Die ausgeprägte Streusiedlung gehört zur pfälzischen Sprachinsel am Niederrhein.

## Geographie

### Lage
Pfalzdorf liegt links des Rheins im niederrheinischen Tiefland zwischen Goch, Kalkar und Kleve auf den Pfalzdorfer Höhen, einem Teil des Niederrheinischen Höhenzugs. Benachbarte Orte sind Bedburg-Hau im Norden, Louisendorf im Nordosten, Keppeln im Osten, Goch im Süden, Asperden im Südwesten und Nierswalde im Westen.

### Verkehr
Durch Pfalzdorf führt die Bahnstrecke Köln–Kleve. Bis 1992 gab es hier einen Haltepunkt, seitdem fahren die Züge ohne Halt durch den Ort. Die Buslinie 70, die parallel zur Strecke des RE 10 (Kleve–Düsseldorf) verläuft, hat sieben Haltestellen in Pfalzdorf.

## Geschichte
Im Herbst 1741 wies die Stadt Goch kurpfälzischen Auswanderern einen Teil der Gocher Heide als Siedlungsgebiet zu. Die Gruppe reformierter und lutherischer Auswanderer wollte eigentlich über den Rhein nach Rotterdam, um von dort nach Amerika überzusetzen. Doch weil sie keine Schiffspassage nach Nordamerika nachweisen konnten, verweigerten ihnen die niederländischen Grenzbehörden bei Schenkenschanz die Weiterreise auf dem Rhein.
In den folgenden Jahren hatten die Emigranten mit finanziellen Anfangsschwierigkeiten zu kämpfen, die zu wiederholten Landesverweisungen führten. Der preußische Beamte Franz Johann Freiherr von Motzfeld hörte von den Nöten der Siedler. Ausgestattet mit einem Empfehlungsschreiben Motzfelds sowie entsprechenden Geldmitteln reisten zwei Siedler mit einer Bittschrift an den König Friedrich den Großen nach Berlin, der am 30. April 1743 der Kriegs- und Domänenkammer Kleve und dem Magistrat Goch in einem Spezialbefehl aufgab, die Siedler zu unterstützen. Nach Motzfeld ist heute die Motzfeld-Straße benannt, zudem erhielt die Grundschule zu ihrem 25. Jubiläum am 27. Juni 1997 den Namen Freiherr-von-Motzfeld-Schule.
Nach den ersten Erfolgen der Kolonisten auf der Gocher Heide entwickelten die preußischen Behörden im Rahmen der Friderizianischen Kolonisation Interesse an der weiteren Ansiedlung von Auswanderern, die ihren Dialekt und ihr Brauchtum bis heute bewahrt haben. Bis 1771 siedelten sich weitere Kolonisten an, die fast ausschließlich aus dem Hunsrück stammten. Danach war der Heidegrund nahezu restlos vergeben. Einige der Siedler zogen weiter bis ins damals ebenfalls preußische Ostfriesland, wo sie unter anderem die Ortschaften Plaggenburg und Pfalzdorf bei Aurich gründeten.
Der Name Pfalzdorf wurde 1747 erstmals urkundlich erwähnt, ab 1745 war die Siedlung Pfalzorth genannt worden. Die Namensgebung kann nicht mehr zweifelsfrei geklärt werden, doch der Hinweis auf die Herkunft der Siedler liegt nahe. Allerdings wurde das Gebiet schon vor der Besiedlung als Vahls, Vals oder Valz (niederdeutsch für Niederung) bezeichnet.
Nachdem die Gebiete im Westen Deutschlands im Ersten Koalitionskrieg von Frankreich erobert und annektiert worden waren, wurde Pfalzdorf noch vor 1800 eine Mairie nach französischem Vorbild im Kanton Goch im Arrondissement Kleve des Rur-Departements. Zurück an Preußen gefallen, wurde 1816 aus der Mairie der Franzosenzeit die Bürgermeisterei Pfalzdorf im neuen Kreis Kleve. 1928 wurde aus der Bürgermeisterei ein Amt, das 1934 im Zuge der Aufhebung der preußischen Einzelgemeindeämter aufgehoben wurde. Seitdem war Pfalzdorf bis zur Eingemeindung nach Goch eine amtsfreie Gemeinde.
Im nahegelegenen Reichswald und im Umfeld des heutigen Ortes Pfalzdorf fand im Februar 1945 des Zweiten Weltkriegs die sogenannte Schlacht im Reichswald statt. Nach dieser Schlacht konnten die Alliierten bei Wesel einen Brückenkopf über den Rhein schlagen und anschließend das Ruhrgebiet einnehmen.
Am 1. Juli 1969 wurde Pfalzdorf beim 1. kommunalen Neugliederungsprogramm in Nordrhein-Westfalen in die Stadt Goch eingemeindet.

## Religion
Nach der Gründung Pfalzdorfs existierten drei Konfessionen im Ort. Die Einwanderer bestanden zu einem Drittel aus Lutheranern und zu zwei Dritteln aus Reformierten. Die aus der Umgebung stammenden Einwohner waren überwiegend katholisch.
1775 wurde eine reformierte Kirche, am 29. Oktober 1779 eine lutherische Kirche und am 11. September 1811 eine katholische Kirche eingeweiht. Die nach reformierten Grundsätzen 1775 errichtete klassizistische Westkirche erhielt 1847 einen spätklassizistischen Turm aus dunklen Ziegelsteinen. Am 29. Oktober 1779 wurde die lutherische Ostkirche eingeweiht, ein kleiner Barockbau mit eingezogenem Turm. Am 11. September 1811 wurde eine katholische Kirche geweiht. Nach Zerstörungen im Zweiten Weltkrieg wurde ihr Turm teilweise wieder aufgebaut, das Kirchengebäude ist ein Neubau. Die Ostkirche wird zu besonderen Anlässen, zum Beispiel bei Hochzeiten, benutzt, eine eigene Gemeinde besitzt diese allerdings nicht mehr. 
Aus den oben genannten Gründen stellten Teile von Pfalzdorf lange Zeit eine protestantische Enklave im Gebiet des überwiegend katholischen Kleve dar.
Mittlerweile wohnen im Ort auch eine Anzahl Muslime.

## Sehenswürdigkeiten
17 Gebäude in Pfalzdorf stehen unter Denkmalschutz, darunter die beiden evangelischen Gotteshäuser, die nach ihrer Lage Westkirche und Ostkirche genannt wurden.

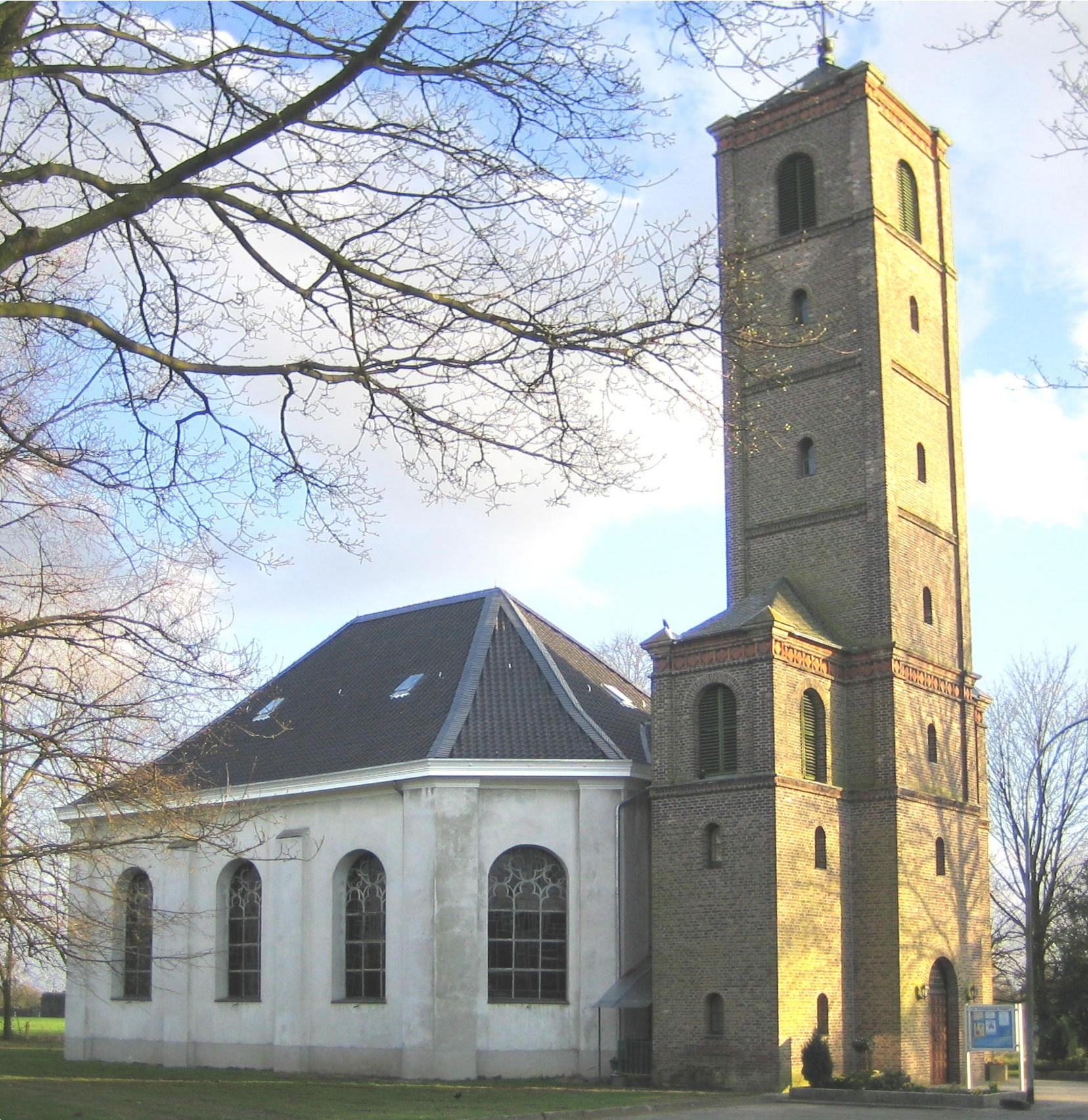
Evangelische Westkirche
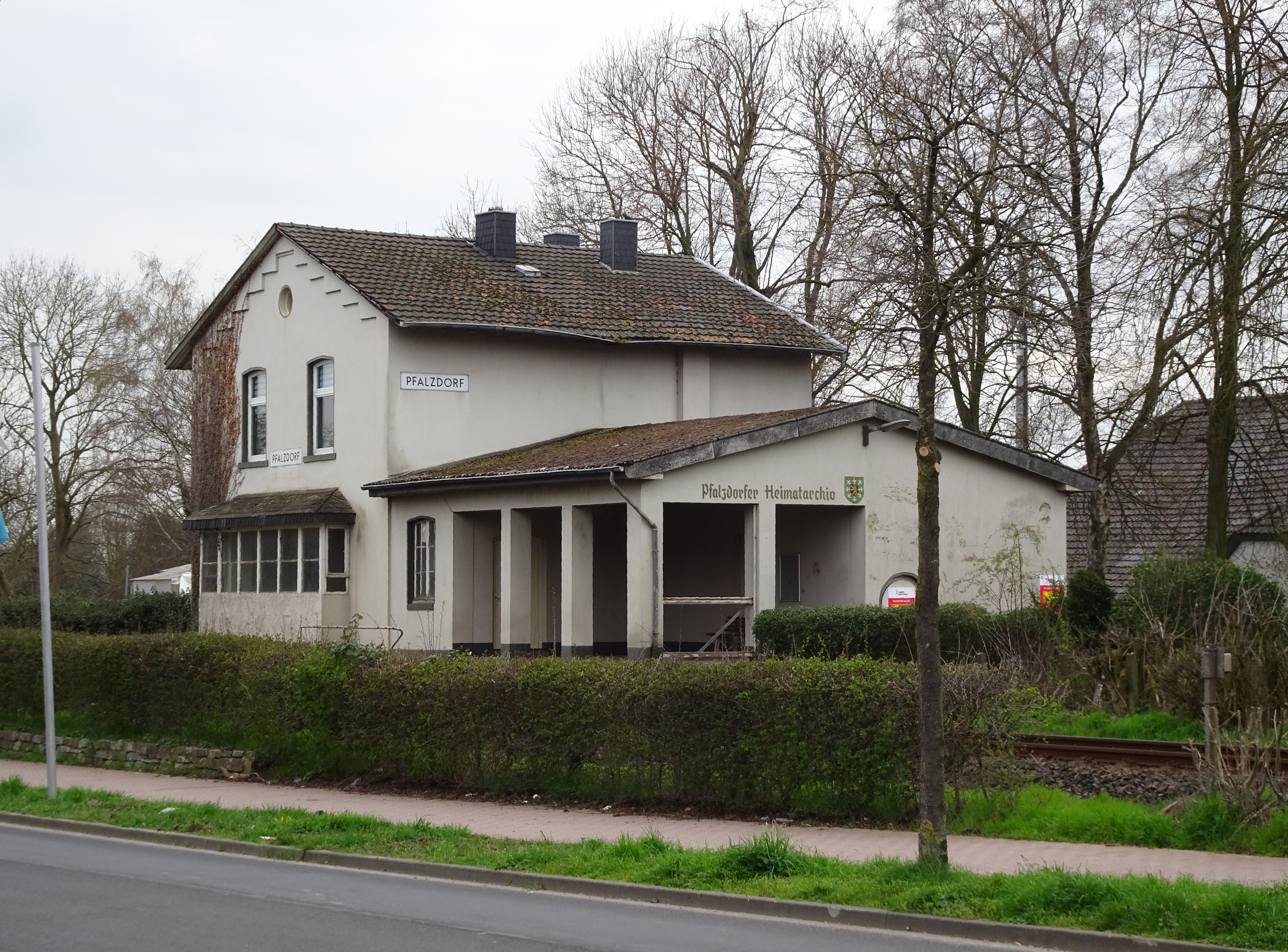
Alter Bahnhof
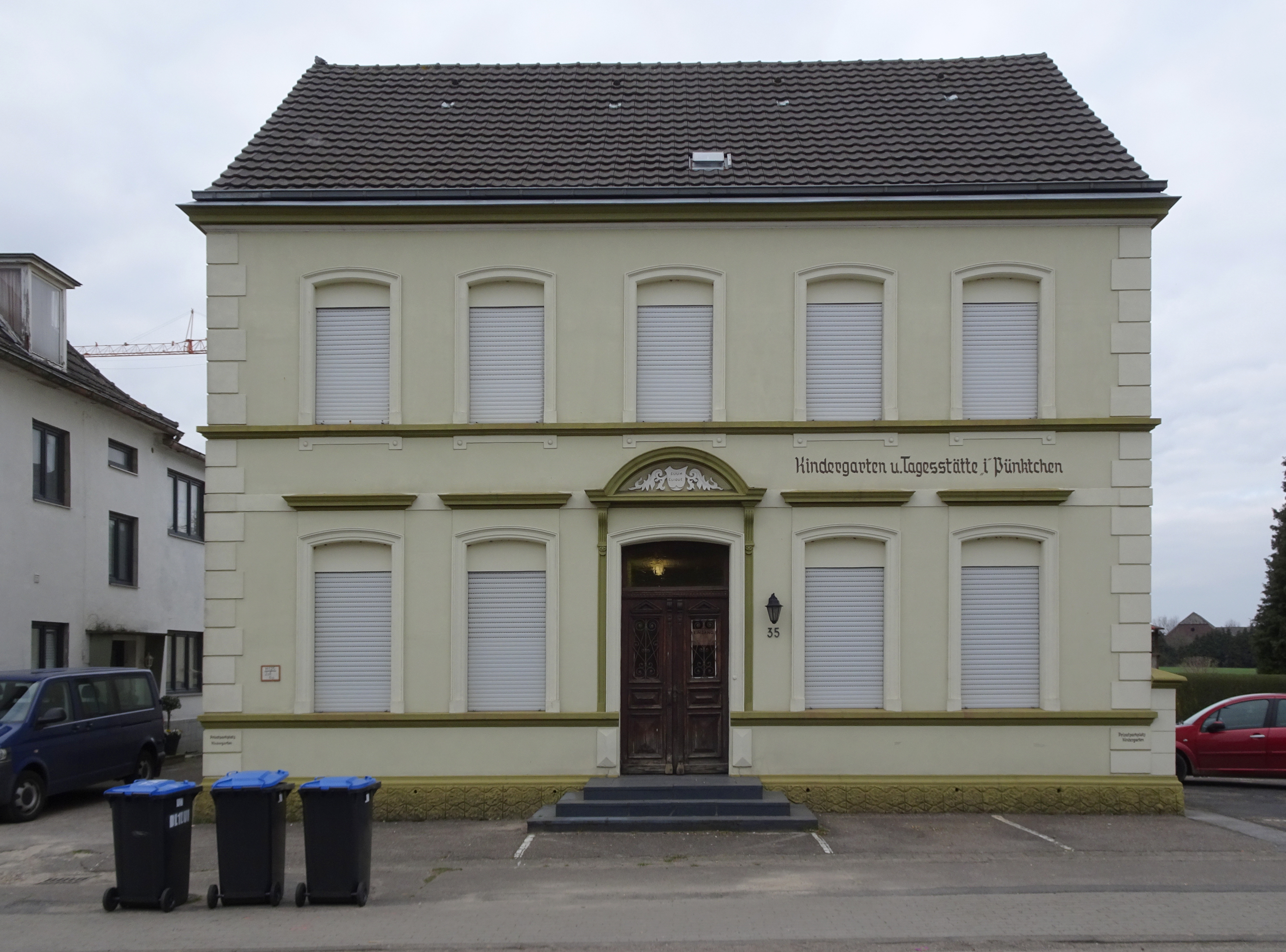
Kindergarten und -tagesstätte
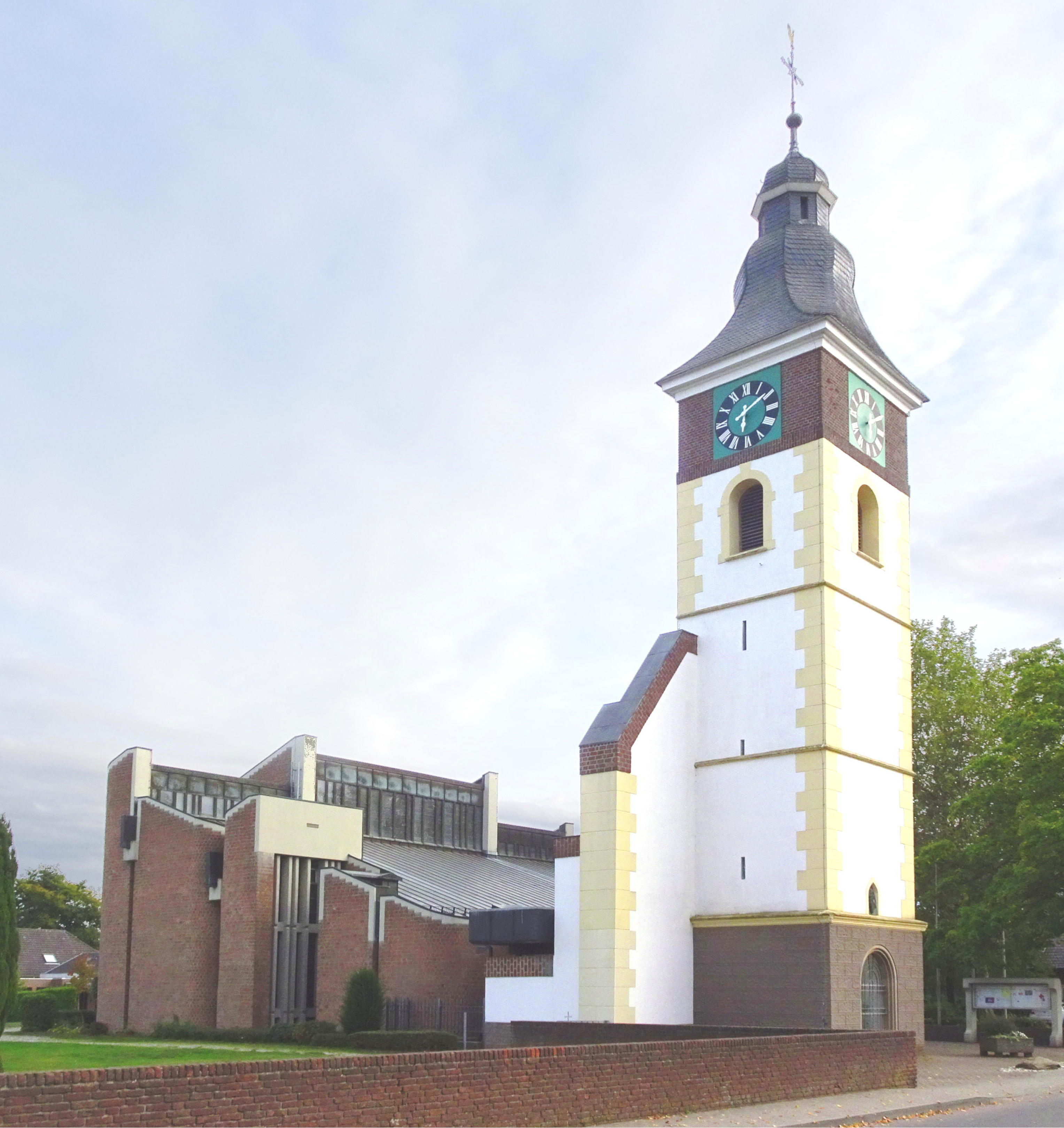
Katholische Martinskirche
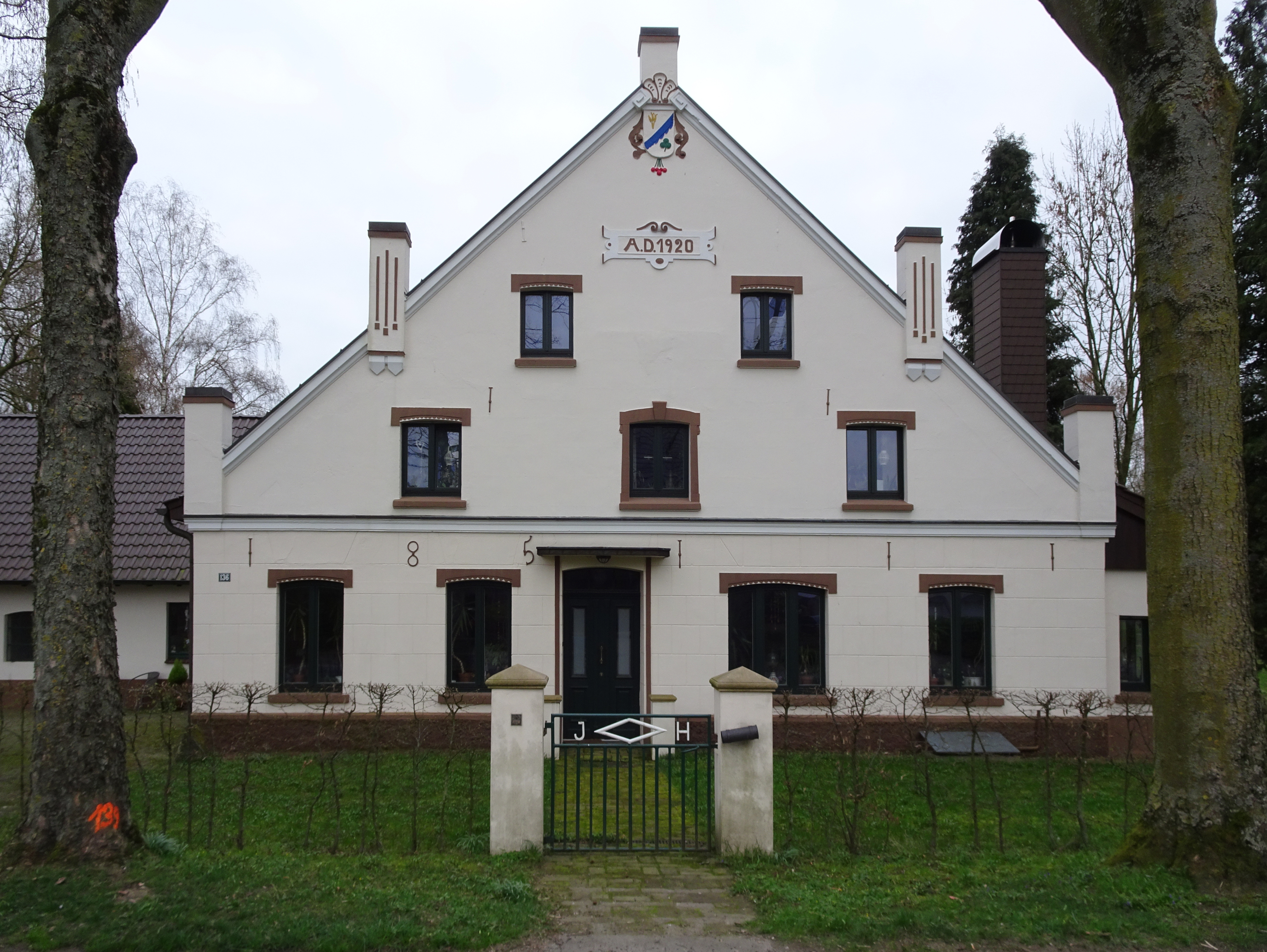
Haus von 1920
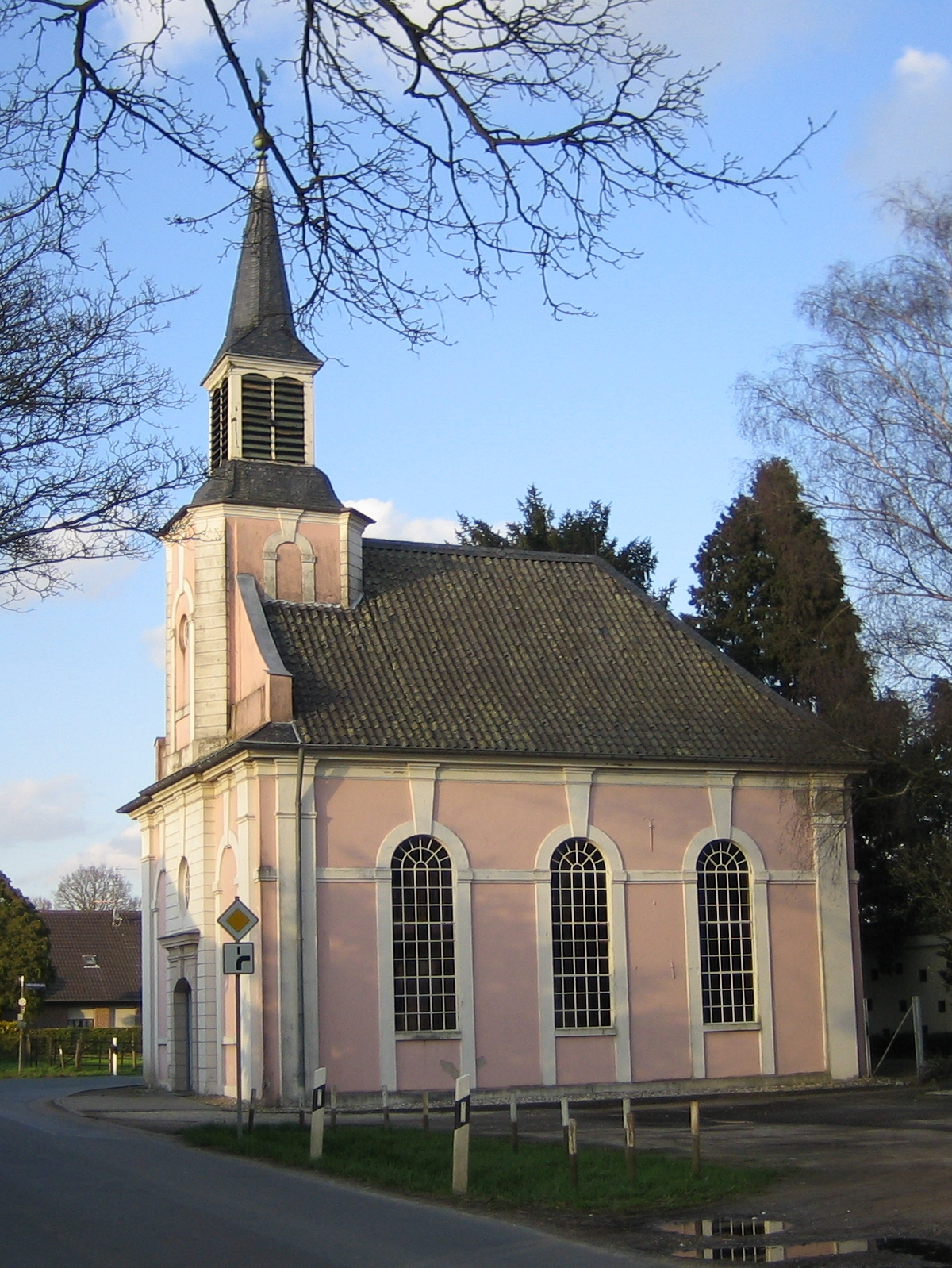
Evangelische Ostkirche

## Politik

### Wappen
Die heraldische Beschreibung lautet: „In grünem Feld eine silberne Lilienhaspel, auf der ein schwarzer Herzschild mit einem aufwärts schreitenden, goldenen, rotgekrönten und rotbewehrten Löwen liegt.“
Das Wappen symbolisiert die Ansiedlung der Kurpfälzer Kolonisten im 18. Jahrhundert mit dem Territorialwappen des Pfälzer Löwen auf dem Boden des Herzogtums Kleve (Territorialwappen mit der Lilienhaspel).